# Danh sách giải thưởng và đề cử của Vợ ba
Vợ ba hay Người vợ ba (tiếng Anh: The Third Wife) là một bộ phim cổ trang lịch sử tâm lý xã hội năm 2018 của đạo diễn Ash Mayfair (Nguyễn Phương Anh) và nhà sản xuất Nguyễn Thị Bích Ngọc. Bộ phim kể về hành trình của Mây – một cô gái 14 tuổi trở thành vợ ba của một gia đình địa chủ ở nông thôn miền Bắc vào khoảng thế kỉ 19.
Phim được công chiếu lần đầu tại liên hoan phim quốc tế Toronto vào ngày 7 tháng 9 năm 2018 và chính thức phát hành tại Việt Nam từ ngày 17 tháng 5 năm 2019. Trước khi được phát hành tại Việt Nam, phim đã bán được bản quyền công chiếu thương mại cho 28 quốc gia trên thế giới.
Đoàn làm phim được đề cử tổng cộng 44 lần tại các giải thưởng và liên hoan phim lớn nhỏ trên toàn thế giới và chiến thắng 27 giải. Giai đoạn 2015 đến 2017, khi công bố dự án, Vợ ba đã nhận được nhiều giải thưởng nhằm mục đích tài trợ kinh phí sản xuất tại Diễn đàn điện ảnh châu Á Hồng Kông và Gặp gỡ mùa thu. Từ năm 2018 đến nay, phim nhận được nhiều giải thưởng quốc tế, trong đó có các giải thưởng lớn như Liên hoan phim quốc tế Cairo (Best Artistic Contribution), Liên hoan phim quốc tế Kolkata (Best Film), Liên hoan phim quốc tế Toronto (NETPAC Prize), Liên hoan phim quốc tế Chicago (Gold Hugo for New Directors Competition), Liên hoan phim quốc tế San Sebastián (TVE-Another Look Award)... và được đề cử Giải Tinh thần độc lập ở các hạng mục Best Cinematography, Best Editing, Someone to Watch Award.
Vợ ba là tiếng nói mạnh mẽ cất lên từ phái nữ. Bộ phim đã thể hiện đầy đủ và chân thật vòng đời một người phụ nữ, tựa như kén tằm, họ chỉ biết lấy chồng, sinh con và làm vợ, không tiếng nói, an phận, chịu sự lệ thuộc của người đàn ông, dựa vào chồng, con để đánh giá nên thân phận, lặp đi lặp lại số phận "tam tòng, tứ đức" không hồi kết. Đặc biệt, tác phẩm cũng khắc họa sự phản kháng cho những uất ức nơi phái yếu, phản đối xã hội phong kiến đầy những bất công với người phụ nữ.

## Danh sách chi tiết

### Liên hoan phim
| Liên hoan phim                                 | Năm  | Phần thi                                               | Hạng mục                                      | Đề cử cho                    | Kết quả           | Chú thích            |
| ---------------------------------------------- | ---- | ------------------------------------------------------ | --------------------------------------------- | ---------------------------- | ----------------- | -------------------- |
| Asian Film Festival Barcelona                  | 2018 | Official Competition Section Awards                    | Best Film                                     | Vợ ba                        | Đề cử             | [ 4 ]                |
| Asian Film Festival Barcelona                  | 2018 | Audience Awards                                        | Official Section                              | Vợ ba                        | Đoạt giải         | [ 4 ]                |
| Asian Film Festival Rome                       | 2020 | —                                                      | Best Movie                                    | Vợ ba                        | Đoạt giải         | [ 5 ] [ 6 ]          |
| Austin Asian American Film Festival            | 2019 | Narrative Section                                      | Special Mention                               | Vợ ba                        | Đoạt giải         | [ 7 ] [ 8 ]          |
| Bangkok ASEAN Film Festival                    | 2019 | —                                                      | Special Mention                               | Vợ ba                        | Đoạt giải         | [ 9 ] [ 10 ]         |
| Cairo International Film Festival              | 2018 | International Competition                              | Best Artistic Contribution                    | Ash Mayfair                  | Đoạt giải         | [ 11 ] [ 12 ] [ 13 ] |
| Cairo International Film Festival              | 2018 | International Competition                              | The Golden Pyramid Award for Best Film        | Vợ ba                        | Đề cử             | [ 11 ] [ 12 ] [ 13 ] |
| Chicago International Film Festival            | 2018 | New Directors Competition                              | Gold Hugo                                     | Ash Mayfair                  | Đoạt giải         | [ 14 ] [ 15 ]        |
| Films from the South                           | 2018 | —                                                      | New Voices Award                              | Vợ ba                        | Đề cử             | [ 16 ]               |
| Fribourg International Film Festival           | 2019 | International Competition: Feature Films               | The Youth Jury Award COMUNDO                  | Ash Mayfair                  | Đoạt giải         | [ 17 ]               |
| Glasgow Film Festival                          | 2019 | —                                                      | Audience Award                                | Vợ ba                        | Đề cử             | [ 18 ] [ 19 ]        |
| Hawaii International Film Festival             | 2018 | —                                                      | Kau Ka Hōkū Award                             | Ash Mayfair                  | Đề cử             | [ 20 ] [ 21 ]        |
| Hong Kong Asian Film Festival                  | 2018 | —                                                      | New Talent Award                              | Vợ ba                        | Đề cử             | [ 22 ]               |
| ImagineIndia International Film Festival       | 2019 | —                                                      | Best Direction                                | Ash Mayfair                  | Đoạt giải         | [ 23 ]               |
| ImagineIndia International Film Festival       | 2019 | —                                                      | Best Photography                              | Chananun Chotrungroj         | Đoạt giải         | [ 23 ]               |
| Jerusalem Film Festival                        | 2019 | First Feature Competition                              | The GWFF Award for Best First Feature         | Vợ ba                        | Đề cử             | [ 24 ]               |
| Kolkata International Film Festival            | 2018 | International Competition: Innovation in Moving Images | Golden Royal Bengal Tiger Award for Best Film | Vợ ba                        | Đoạt giải         | [ 25 ] [ 26 ]        |
| Luxembourg City Film Festival                  | 2019 | —                                                      | Grand Prix                                    | Vợ ba                        | Đề cử             | [ 27 ]               |
| Milano Film Festival                           | 2018 | —                                                      | Best Feature Film                             | Vợ ba                        | Đề cử             | [ 19 ] [ 28 ]        |
| Minsk International Film Festival (Listapad)   | 2018 | The Main Feature Film Competition                      | Special Jury Award                            | Vợ ba                        | Đoạt giải         | [ 29 ]               |
| Minsk International Film Festival (Listapad)   | 2018 | The Main Feature Film Competition                      | Grand-Prix “Golden Listapad” for Best Film    | Vợ ba                        | Đề cử             | [ 29 ]               |
| MOOOV Film Festival                            | 2019 | —                                                      | Youth Award                                   | Ash Mayfair                  | Đoạt giải         | [ 30 ]               |
| Palm Springs International Film Festival       | 2019 | —                                                      | New Voices New Visions Award                  | Vợ ba                        | Đề cử             | [ 31 ]               |
| Pápa International Historical Film Festival    | 2020 | —                                                      | Best Director                                 | Ash Mayfair                  | Đoạt giải         | [ 32 ] [ 33 ]        |
| Pápa International Historical Film Festival    | 2020 | —                                                      | Best Cinematography                           | Chananun Chotrungroj         | Đoạt giải         | [ 32 ] [ 33 ]        |
| QCinema International Film Festival            | 2018 | Asian Next Wave Competition                            | —                                             | Vợ ba                        | Lọt vào danh sách | [ 34 ]               |
| San Sebastián International Film Festival      | 2018 | —                                                      | TVE-Another Look Award                        | Vợ ba                        | Đoạt giải         | [ 35 ] [ 36 ] [ 37 ] |
| San Sebastián International Film Festival      | 2018 | —                                                      | New Directors Award                           | Ash Mayfair                  | Đề cử             | [ 35 ] [ 36 ] [ 37 ] |
| Santiago International Film Festival           | 2019 | International Competition                              | Special Mention                               | Vợ ba                        | Đoạt giải         | [ 38 ]               |
| Santiago International Film Festival           | 2019 | International Competition                              | Best International Film                       | Vợ ba                        | Đề cử             | [ 38 ]               |
| Sarasota Film Festival                         | 2019 | Jury Awards                                            | Narrative Feature Jury Prize                  | Vợ ba                        | Đoạt giải         | [ 39 ] [ 40 ]        |
| São Paulo International Film Festival (Mostra) | 2018 | New Directors Competition                              | —                                             | Vợ ba                        | Lọt vào danh sách | [ 41 ] [ 42 ] [ 43 ] |
| Split Film Festival                            | 2019 | Competiton Features                                    | Honourable Mention                            | Vợ ba                        | Đoạt giải         | [ 44 ]               |
| Toronto International Film Festival            | 2018 | —                                                      | NETPAC Award                                  | Vợ ba                        | Đoạt giải         | [ 45 ] [ 46 ]        |
| Waterloo Historical Film Festival              | 2019 | —                                                      | Best Film                                     | Vợ ba                        | Đoạt giải         | [ 47 ]               |
| Waterloo Historical Film Festival              | 2019 | —                                                      | Best Set and Costume Design                   | Trần Phương Thảo Đỗ Trọng An | Đoạt giải         | [ 47 ]               |

### Giải thưởng khác
| Giải thưởng                            | Năm  | Hạng mục                                             | Đề cử cho            | Kết quả   | Chú thích            |
| -------------------------------------- | ---- | ---------------------------------------------------- | -------------------- | --------- | -------------------- |
| Autumn Meeting                         | 2015 | Autumn Meeting Grand Prix for Best Art-house Project | Kịch bản Vợ ba       | Đoạt giải | [ 48 ] [ 49 ]        |
| Film Independent Spirit Awards         | 2020 | Best Cinematography                                  | Chananun Chotrungroj | Đề cử     | [ 50 ] [ 51 ] [ 52 ] |
| Film Independent Spirit Awards         | 2020 | Best Editing                                         | Julie Béziau         | Đề cử     | [ 50 ] [ 51 ] [ 52 ] |
| Film Independent Spirit Awards         | 2020 | Someone to Watch Award                               | Vợ ba                | Đề cử     | [ 50 ] [ 51 ] [ 52 ] |
| Hong Kong - Asian Film Financing Forum | 2016 | HAF Award (Non-Hong Kong Project)                    | Kịch bản Vợ ba       | Đoạt giải | [ 53 ] [ 54 ]        |
| Hong Kong - Asian Film Financing Forum | 2016 | White Light Post-Production Award                    | Kịch bản Vợ ba       | Đoạt giải | [ 53 ] [ 54 ]        |
| Hong Kong - Asian Film Financing Forum | 2017 | G2D Post-Production Award (WIP Lab Project)          | Kịch bản Vợ ba       | Đoạt giải | [ 55 ] [ 56 ]        |
| Hong Kong - Asian Film Financing Forum | 2017 | Hong Kong Goes to Cannes Shortlisted Projects        | Kịch bản Vợ ba       | Đoạt giải | [ 55 ] [ 56 ]        |
| NYU Purple List                        | 2015 | —                                                    | Kịch bản Vợ ba       | Đoạt giải | [ 57 ]               |
| Spike Lee Film Production Fund         | 2014 | —                                                    | Kịch bản Vợ ba       | Đoạt giải | [ 58 ]               |